# Cofradía de Nuestra Señora de los Dolores (Avilés)
La Cofradía de Nuestra Señora de los Dolores es una hermandad cofrade de la localidad de Avilés, en Asturias (España). Es una de las ocho  que participan en la Semana Santa avilesina, estando la misma considerada como una Fiesta de Interés Turístico Regional por el Principado de Asturias.

## Historia
Constituida en 1953, realiza su primera estación de penitencia el Miércoles Santo del 14 de abril de 1954, continuándose con esta actividad desde entonces de manera ininterrumpida.
El emblema y los hábitos son obra del diseñador avilesino Castor González. Consiste el emblema en un corazón (alegóricamente de la Virgen María) atravesado por siete puñales.

## Imagen
Sus cofrades masculinos portan la imagen de la Virgen de los Dolores, que luce un manto negro bordado en oro (realizado por la conocida bordadora, afamada en la localidad, Chona), esta Dolorosa llora tras su Hijo.

## Sede
Tiene como base la iglesia parroquial de San Nicolás de Bari de Avilés.
En ella la Cofradia custodia los enseres de la misma. Así mismo se encuentra todo el equipamiento de la Banda de Tambores y Trompetas.
La imagen de Nuestra Señora de los Dolores permanece durante el año en la Capilla de San Roque, sita en la Calle Galiana.

## Hábito
El hábito es negro y dorado para los hombres y negro con mantilla española para las mujeres. Los portadores del paso y los integrantes de la banda van vestidos con túnica negra de raso, en tanto que los nazarenos llevan además capa, también negra, de terciopelo.

## Salida procesional
Esta cofradía realiza estación de penitencia procesionando el Miércoles Santo (Santo Encuentro) y el Viernes Santo (Santo Entierro). Una representación de la hermandad también participa El Domingo de Ramos acompañando a la procesión de la Borriquilla. Realiza también acompañada de su Banda de Tambores y Trompetas los 2 traslados de Nuestra Señora de los Dolores desde la Capilla de San Roque hasta la Iglesia de San Nicolás de Bari.
Durante la procesión los nazarenos portan un farol, en tanto que las mujeres llevan una vela. La banda de trompetas y tambores de esta hermandad es la mayor de las que procesionan en la Semana Santa del principado, con 60 músicos.
El cortejo discurre por el casco antiguo medieval de la localidad. En el Santo Encuentro, del Miércoles Santo, figura como el último de los tres pasos, según el orden en que procesionan, de esa jornada. Confluye con las cofradías de San Juan y de Jesusín en la plaza de España, en donde tiene lugar la celebración del sermón del Encuentro, continuando la comitiva a su conclusión el recorrido.
La procesión del Santo Entierro del Viernes Santo se inicia en la iglesia de San Nicolás de Bari y tiene lugar tras un sermón y la tradicional ceremonia del Desenclavo a cargo de la hermandad de San Juan. También la Cofradía de San Juan Evangelista realiza un ritual saludo cuando se cruzan con su comitiva en el recorrido, este saludo consiste en la inclinación del paso de San Juan, lo cual se consigue al doblar la rodilla la primera trabajadera.